# El canguro de Nueva Holanda
El canguro de Nueva Holanda es una pintura al óleo de George Stubbs que representa a un canguro. Su importancia radica en que es la primera representación de un animal australiano en el arte occidental seguida de la pintura de un dingo en Retrato de un perro grande, también de la autoría de George Stubbs. Ambos forman parte de la colección del Museo Marítimo Nacional (Reino Unido) en Greenwich, Londres|Barrio de Greenwich (Londres). El trabajo fue un encargo de Joseph Banks y para poder realizarlo utilizó la piel que él mismo recolectó de un canguro en la costa de Australia en 1770 durante El Primer viaje de James Cook. En la pintura se puede apreciar al animal parado sobre una roca y que mira sobre su hombro, mientras que en el fondo de la pintura se pueden ver montañas y árboles típicos de Australia. Esta pintura junto con la del dingo son las únicas que Stubbs pintó sin utilizar un sujeto vivo.
Su primera exhibición fue en la Sociedad de Artistas en el año 1773 en Londres, junto con la pintura del dingo. Posteriormente apareció en exhibiciones,como la Galería Walker Art de Liverpool en 1951 y la Galería Whitechapel en 1957. Últimamente la pintura ha sido vista en el Palham House en exhibiciones para todo público.
En el año 2012 El canguro de Nueva Holanda y Retrato de un perro grande fueron comprados en una subasta por un total de 9.3 millones de dólares australianos por un comprador anónimo. Una propuesta para regresarlas a Australia fue rechazada por el Departamento de Cultura Británico en razón de su importancia nacional. David Attenborough lideró una campaña para conservar las pinturas en Inglaterra, señalanado que "era una noticia impactante que dos pinturas, tan importantes para la historia de la zoología se quedaran donde fueron comisionadas y encargadas". La Galería Nacional de Australia ha expresado su deseo de comprar las pinturas. En noviembre de 2013 se anunció que una posible donación de £1.5 millones, donadas por la familia fundación de la familia Eyal Ofer le permitiría al Museo Nacional de Marina inglés conservar las pinturas.